# Kvällen är din
Kvällen är din var ursprungligen namnet på en svensk underhållningsserie i TV2 våren 1983. De sju värdarna som från Cirkus i Stockholm fick presentera sina respektive kvällar var Alexandra Charles, Christina Mattsson, Björn Vinberg, Eva Schulman, Hayati Kafé och Olle Kinch. Bisittare och vicevärd var Hans Waldenström. Det avsnitt som blev mest ihågkommet var det när Björn Vinberg lyckades samla nöjesgiganterna Kar de Mumma, Gösta Bernhard, Povel Ramel, Hasse och Tage, Lill Lindfors samt Magnus och Brasse till den gemensamma revyn "Säg det med ett leende". 
Namnet återanvändes senare i ett underhållningsprogram på TV4 där Martin Stenmarck träffade dittills okända svenskar som uppmärksammas för något ovanligt som de har gjort, upplevt eller gjort med sitt liv. I programmet ser han till att uppfylla dessa personers högsta drömmar som ett tack för de fina människor de är. Programmet är baserat på BBC1-programmet Tonight's The Night (TV series).. Första säsongen av "Kvällen Är Din" sändes i maj och juni 2011. Säsong två hade premiär 7 april 2012 och sändes sju lördagar på TV4 under våren och försommaren.

## Medverkade

### 2011
Programmet sändes lördagar 20:00 i TV4 mellan 7 maj och 18 juni 2011.
- 7 maj 2011: Josh Groban  (USA), Kikki Danielsson, Justin Bieber (Kanada), Tobias Karlsson (dansare)  m.fl.
- 14 maj 2011: Rennie Mirro, Andreas Johnson, Anja Pärson, Frank Andersson mfl.
- 21 maj 2011: Bonnie Tyler (Wales), Joacim Cans mfl.
- 28 maj 2011: Jessica Andersson, Robert Wells, Malin Baryard-Johnsson mfl.
- 4 juni 2011: Brolle, Prima Donnor (Gunilla Backman, Sussie Eriksson, Charlott Strandberg), John Houdi mfl.
- 11 juni 2011: James Blunt (England), Pernilla Andersson, Linda Bengtzing mfl.
- 18 juni 2011: Sanna Nielsen, Patrik Sandell, Jonas Källman mfl.

### 2012
Programmet sändes lördagar 20:00 i TV4 mellan 7 april och 2 juni 2012.
- 7 april 2012: Jakob Samuel (The Poodles),  Chris Medina (USA), Yohanna (Island), Nanne Grönvall m.fl.
- 14 april 2012: Lena Philipsson, One Direction (UK), House of Shapes -dansensemblen från Svansjön, Svenska damfotbollslandslaget m.fl.
- 21 april 2012: Tommy Nilsson, Jedward (Irland), Stephen Simmonds m.fl.
- 28 april 2012: Kurt Nilsen (Norge), Darin, George Scott (boxare), Anna Haag, Sibel Redzep m.fl.
- 19 maj 2012: Ali Campbell (UB40) (England), Robin Stjernberg, Magnus Carlsson, Daniel Larsson (HV71) mfl
- 26 maj 2012: H.E.A.T., Sonja Aldén, Tina Thörner, Du kan sjunga gospel - kids mfl
- 2 juni 2012: Marina and the Diamonds (England), Anna Järvinen, Eric Saade, Tobbe Trollkarl mfl